# Dům Mořská panna
Dům Mořská panna, původního názvu Haus Meerfräulein, později nazýván též Dvě mořské panny nebo U dvou mořských panen, stojí v centru lázeňské části Karlových Varů v městské památkové zóně na Staré louce č. 373/6. Byl postaven ve stylu italské a německé novorenesance v letech 1887–1889.

## Historie

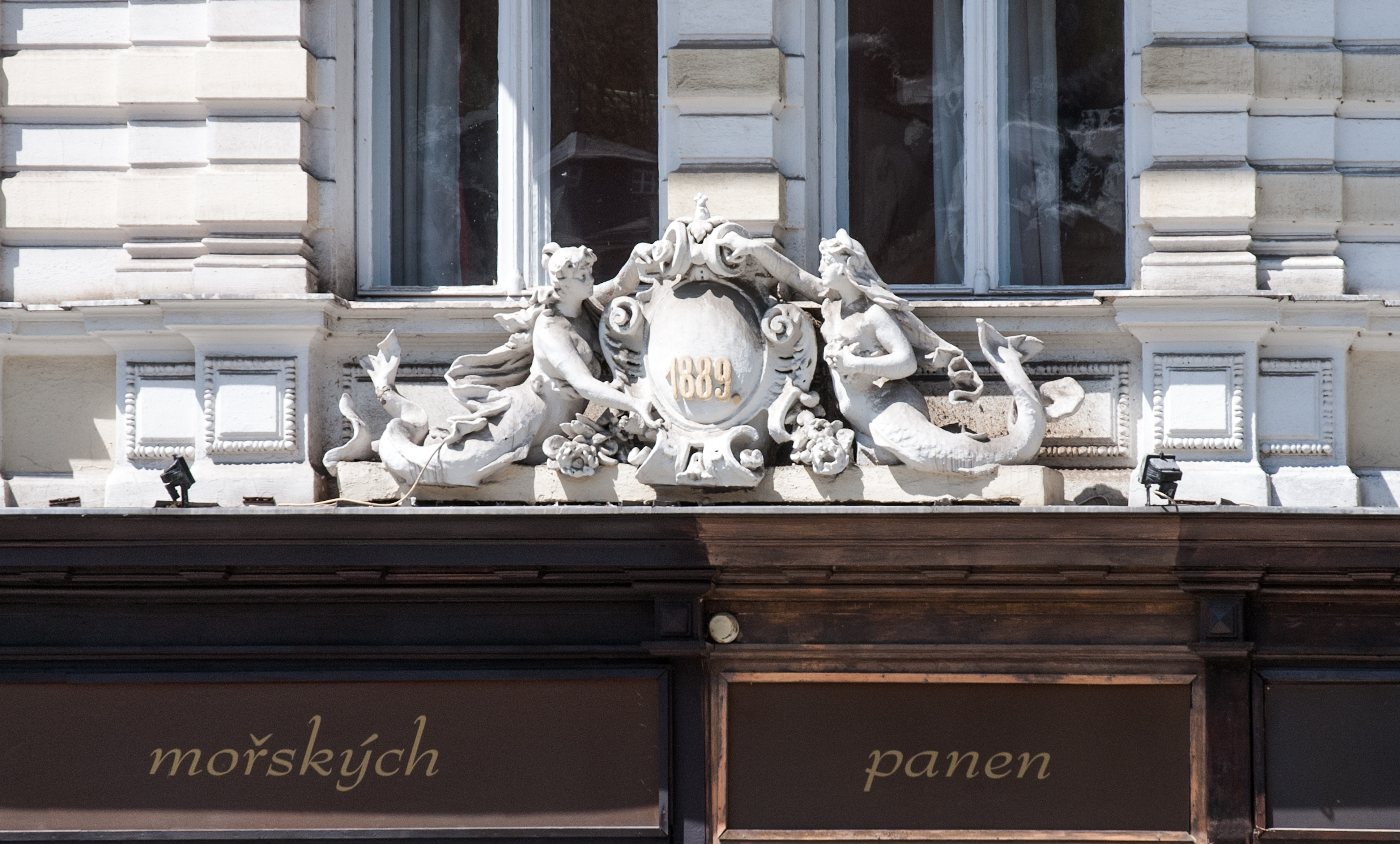
Plastiky dvou mořských panen nad portálem domu

Na místě dnešního domu stával Stöhrův dům, který byl zmiňován již k roku 1756. Po ničivém požáru města v květnu 1759 byl dům ještě téhož roku obnoven. Princ Alexander de Kourrackin propůjčil domu štít se svým erbem.
V roce 1867 zde bylo otevřeno soukromé muzeum rytce skla Antona Pittroffa, nadšeného sběratele předmětů a kuriozit všeho druhu. Jeho sbírky později vytvořily základ fondu karlovarského muzea.
V letech 1887–1889 nechala Marie Pitroff provést novostavbu domu, pro níž projekt vypracoval v říjnu 1887 karlovarský stavitel Konrad Eckle. Dům pojal ve stylu italské a německé novorenesance.
Po roce 1948 dostal objekt jméno Volga.

## Ze současnosti
V roce 2014 byl dům uveden v Programu regenerace Městské památkové zóny Karlovy Vary 2014–2024 v části II. (tabulková část 1–5 Přehledy) v seznamu památkově hodnotných objektů na území MPZ Karlovy Vary se stavem vyhovujícím.
V současnosti (červen 2021) je evidován jako objekt k bydlení ve vlastnictví společnosti CALUMA a. s.

## Popis
Budova se nachází v historické části města v ulici Stará louka č. 373/6. Na jedné straně sousedí přímo s domem Esplanade, z druhé strany přes bezejmennou uličku stojí dům Bratří Nastopilů.
Dům Mořská panna je nárožní čtyřpodlažní budova s obytným podkrovím. Hlavní průčelí je o čtyřech okenních osách, po obou stranách s nárožními věžemi, jimž do ulice vystupující poloha domu umožnila dominantní pozici. Věže jsou nahoře zakončené báněmi.
V přízemí je unikátně dochovaný obchodní portál, nad nímž jsou centrálně osazeny plastiky dvou mořských panen nesoucích kartuši s letopočten výstavby domu (1889).

## Zajímavost

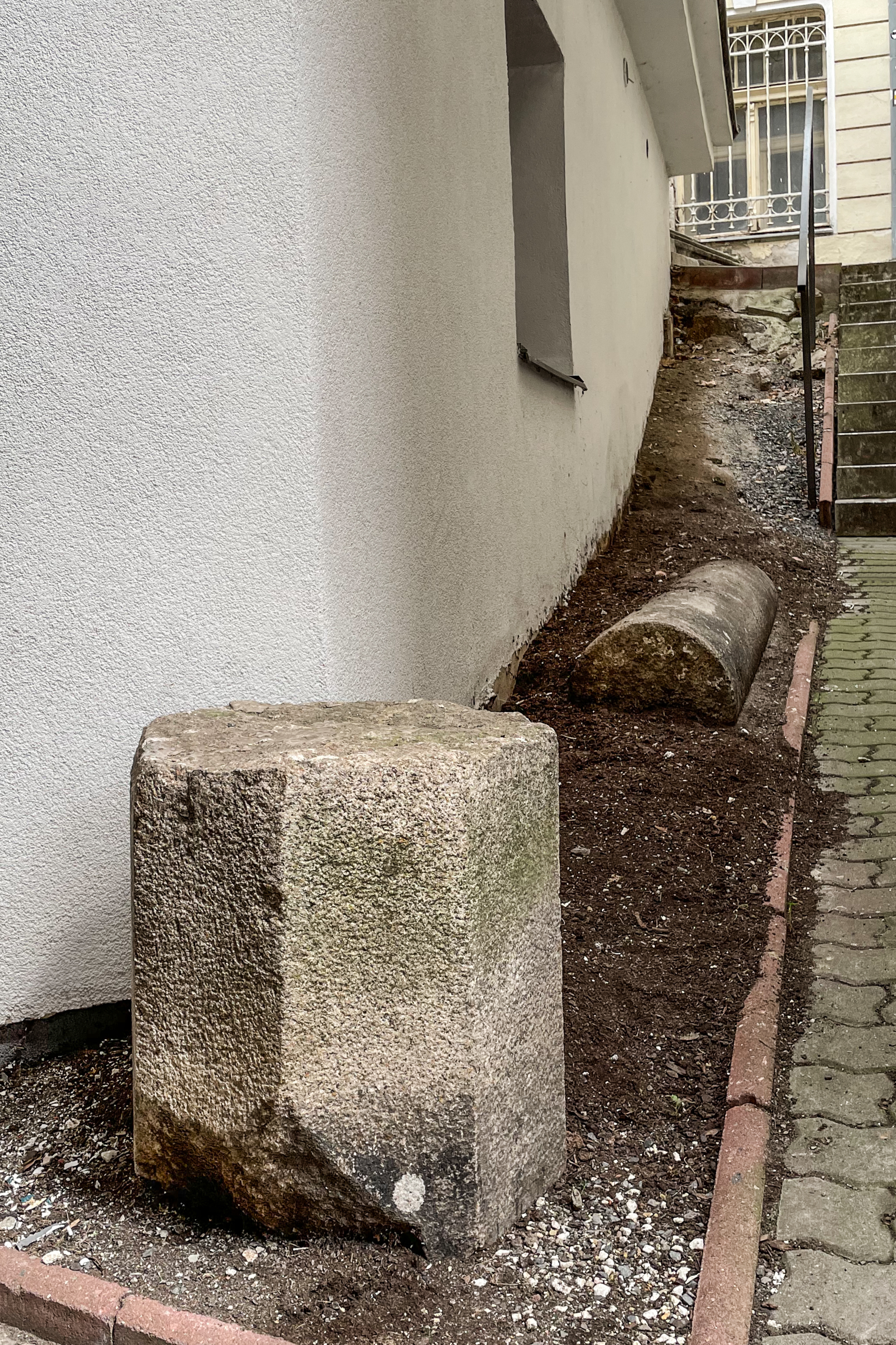
Torzo barokního sloupu z roku 1759

### Sloup z roku 1759
Za domem Mořská panna se nachází torzo barokního sloupu, který zde byl v roce 1759 vztyčen jako připomínka velkého požáru města.